# Latham Peak
Der Latham Peak ist ein Berggipfel im ostantarktischen Enderbyland. Er ragt 26 km südöstlich des Kap Ann und 13 km nordwestlich des Mount Marr aus dem Antarktischen Eisschild auf.
Entdeckt wurde der Berg im Januar 1930 von Teilnehmern der British Australian and New Zealand Antarctic Research Expedition (1929–1930) unter der Leitung des australischen Polarforschers Douglas Mawson. Dieser benannte ihn nach dem australischen Politiker John Latham (1877–1964), australischer Außenminister zwischen 1931 und 1934 sowie späterer Chefrichter am High Court of Australia.